# Акведук (село)
Акведук (рос. Акведук) — село у Терському районі Кабардино-Балкарії Російської Федерації.
Орган місцевого самоврядування — сільське поселення Ново-Хамідіє. Населення становить 9 осіб.

## Історія
Згідно із законом від 27 лютого 2005 року органом місцевого самоврядування є сільське поселення Ново-Хамідіє.

## Населення
| 2002 | 2010 |
| ---- | ---- |
| 30   | ↘9   |